# Жынгылдыозек
Жынгылдыозек (каз. Жыңғылдыөзек) — пересыхающая река в Казахстане, протекает в Карагандинской и Актюбинской областях. Относится к бассейну озера-солончака Шалкартениз.

## География
Река начинается из источников в урочище Шубартениз, течёт на северо-запад и теряется в солончаках Шалкартениз, в 16 км к юго-западу от горы Телектау. Долина в верхнем и среднем течении — бессточная впадина, в нижнем — солончаки. Поверхностного стока в нижней части почти не бывает. Сток к руслу не доходит, просачиваясь в песчаные грунты и задерживаясь в небольших понижениях песчаной равнины. Русло Жынгылдыозека неразветвлённое, слаборазвитое, на всем протяжении имеет плёсово-перекатный характер. Ширина русла местами до 20—30 м. Вода горько-солёная. Питание снеговое.